# Dichiarazione sulla creazione dell'URSS
La Dichiarazione sulla creazione dell'URSS (in russo Декларация об образовании Союза Советских Социалистических Республик?, Deklaracija ob obrazovanii Sojuza Sovetskich Socialističeskich Respublik) è un documento storico che, assieme al trattato sulla creazione dell'URSS, costituì le basi costituzionali per la creazione dell'Unione Sovietica come uno Stato multinazionale.
La Dichiarazione affermava le ragioni che rendevano necessaria l'unione delle Repubbliche sovietiche esistenti in un unico Stato socialista unito ed esprimeva la volontà di intraprendere una "rivoluzione permanente", esportando la rivoluzione socialista in altri Paesi, soprattutto a ovest, come evidenziato dalla guerra sovietico-polacca. La Dichiarazione poneva l'accento anche sul fatto che l'URSS era un'unione volontaria dei popoli con pari diritti, dove ciascuna Repubblica Sovietica avrebbe avuto il diritto di separarsi liberamente dall'Unione, una clausola che sarebbe stata usata come la base legale dell'indipendenza di molte Repubbliche e che avrebbe portato alla dissoluzione dell'Unione Sovietica nel 1991.
La bozza della dichiarazione fu approvata il 29 dicembre 1922 da una conferenza di delegazioni plenipotenziarie dalla RSFS Russa, RSS Ucraina, RSS Bielorussa e dalla RSFS Transcaucasica. Il 30 dicembre 1922 la Dichiarazione e il Trattato sulla creazione dell'URSS furono adottati dal I Congresso dei Soviet dell'URSS e vennero inclusa come preambolo della Costituzione del 1924.